# Matti Pellonpää
Matti Kalervo Pellonpää (28. března 1951 Helsinky – 13. července 1995 Vaasa) byl finský herec a hudebník. Mezinárodní věhlas získal díky rolím ve filmech Akiho Kaurismäkiho a Mika Kaurismäkiho; pravidelně hrál především ve filmech Akiho, vystupoval v 18 z nich.
Svou kariéru začal v roce 1962 jako rozhlasový herec ve finské státní vysílací společnosti Yleisradio. V průběhu 70. let vystupoval jako herec v mnoha amatérských divadlech ve stejné době, kdy studoval na finské divadelní akademii, kde svá studia dokončil v roce 1977.
Za roli Rodolfa v Bohémském životě vyhrál cenu Felixe v kategorii „nejlepší herec“ na Evropských filmových cenách v roce 1992. Zahrál si také ve filmu Jima Jarmusche z roku 1991 Noc na Zemi.
Jeho soukromý život splýval dokonale s jeho hereckou prací. Byl považován za přirozeného bohéma a skutečného „obyčejného člověka“ bez ega. Často používal svůj vlastní život jako základ pro své hraní, místo v nabízených kostýmech hrál ve vlastních šatech. Na levém bicepsu měl tetování Snoopyho.
Pellonpää byl frontmanem skupiny Peltsix (1989-1995), která získala kultovní status díky svým tragickým a zároveň komickým písním. Písně skupiny Peltsix skládali Pale Saarinen, Kari Makkonen a Jukka Haikonen.
Matti Pellonpää zemřel na infarkt dne 13. července 1995 ve věku 44 let.
V roce 1996 byl Pellonpää jednou z osob připomínajících 100 let finské kinematografie na známkách.
V roce 2011 byl o Pellonpääově životě natočen finský dokumentární film Boheemi elää (režie Janne Kuusi).

## Filmografie
- Pojat (1962), režie Mikko Niskanen
- Akseli a Elina (1970), režisér Edvin Laine
- Keşan Maku (1975), režisér Asko Tolonen
- Antti Puuhaara (1976), režisér Katariina Lahti, Heikki Partanen, Riitta Rautoma
- Viimeinen savotta (1977), režisér Edvin Laine
- Ruskan jälkeen (1979), režisér Edvin Laine
- Valehtelija (1981), režisér Mika Kaurismäki
- Pedon zvěrokruhu (1981), režisér Jaakko Pakkasvirta
- Jackpot2 (1982), režisér Mika Kaurismäki
- Arvottomat (1982), režisér Mika Kaurismäki
- Regina ja miehet (1983), režisér Anssi Mänttäri
- Huhtikuu na kuukausista julmin (1983), režisér Anssi Mänttäri
- Zločin a trest (1983), režisér Aki Kaurismäki
- Klaani - Tarina Sammakoitten suvusta (1984), režisér Mika Kaurismäki
- Kello (1984), režisér Anssi Mänttäri
- Aikalainen (1984), režisér Timo Linnasalo
- Rakkauselokuva (1984), režisér Anssi Mänttäri
- Viimeiset rotannahat (1985), režisér Anssi Mänttäri
- Calamari Union (1985), režisér Aki Kaurismäki
- Ylösnousemus (1985), režisér Anssi Mänttäri
- Stíny v ráji (1986), režisér Aki Kaurismäki
- Rocky VI (1986), režisér Aki Kaurismäki
- Kuningas lähtee Ranskaan (1986), režisér Anssi Mänttäri
- Näkemiin, hyvästi (1986), režisér Anssi Mänttäri
- Hamlet liikemaailmassa (1987), režisér Aki Kaurismäki
- Ariel (1988), režisér Aki Kaurismäki
- Cha cha cha (1989), režisér Mika Kaurismäki
- Leningradští kovbojové dobývají Ameriku (1989), režisér Aki Kaurismäki
- Kiljusen herrasväen uudet seikkailut (1990), režisér Matti Kuortti
- Räpsy ja Dolly (1990), režisér Matti Ijäs
- Zombie ja kummitusjuna (1991), režisér Mika Kaurismäki
- Noc na Zemi (1991), režisér Jim Jarmusch
- Kadunlakaisijat (1991), režisér Olli Soinio
- Bohémský život (1992), režisér Aki Kaurismäki
- Missa na Musette? (1992), režisér Veikko Nieminen
- Papukaijamies (1992), režisér Veikko Nieminen
- Det var Val själva ventilátor också (1993), režisér Peter Östlund
- Poslední Border (1993), režisér Mika Kaurismäki
- Hobitit (1993), režisér Timo Torikka
- Leningradští kovbojové potkávají Mojžíše (1993), režisér Aki Kaurismäki
- Drž si šátek, Tatjano (1993), režisér Aki Kaurismäki
- Iron Horsemen (1995), režisér Gilles Charmant
- Sirpaleita (1996), režisér Aku Louhimies

Alba
- Peltsix / Lihaa Ja Leikkeleitä (Megamania Music, 1991)
- Peltsix / Silkkaa Kryptoniittia (Flamingo Music, 1993)

Kniha
- Lähikuvassa Matti Pellonpää (Lauri Timonen, Otava 2009)